# СГМ-12,7
СГМ-12,7 — великокаліберна снайперська гвинтівка калібру 12,7×108 мм, що випускається підприємством ПАТ Завод «Маяк».

## Історія
Починаючи з 2008 року, завод «Маяк» повністю зосередився на створенні стрілецького озброєння. Станом на 2015 рік підприємство має унікальні технології виробництва танкових і піхотних кулеметів, модернізованих автоматів Калашникова та снайперських гвинтівок для спецпідрозділів.
Черговим суттєвим досягненням колективу підприємства можна вважати розробку та виготовлення великокаліберної снайперської гвинтівки СГМ-12,7. До інтенсифікації робіт у цьому напрямі фахівців заводу спонукала проблема, пов'язана з відсутністю у спецпідрозділів вітчизняного війська стрілецької зброї, яка б ефективно знищувала ворожих снайперів. Адже відомо, що в зоні проведення антитерористичної операції вони часто обладнують свої позиції для ведення вогню у багатоквартирних будинках. Це суттєво ускладнює їхню ліквідацію, оскільки обмежує застосування артилерії чи мінометів, зважаючи на загрозу для життя мирних мешканців. Якраз у такій ситуації й стане у пригоді СГМ-12,7, бронебійно-запалювальний постріл з якої здатний перетворити приміщення, де приховався снайпер, у суцільний попіл. Дальність стрільби цієї гвинтівки, обладнаної оптичним прицілом, становить 2 кілометри.

## Опис
СГМ-12,7 являє собою магазинну рушницю, скомпоновану за схемою «Булл-Пап». Запирання ствола здійснюється подовжньо ковзним поворотним затвором. Вікно для викиду гільз закривається пилозахисною шторкою. Гвинтівка забезпечена планкою «Пікатинні» для кріплення різних видів оптичних і нічних прицілів, а також має складні механічні відкриті прицільні пристосування. Ствол оснащений потужним дуловим гальмом-компенсатором. Складні сошки знаходяться під стволом. Постачання набоїв у гвинтівку СГМ-12,7 здійснюється з відокремлюваного коробчатого магазина на 10 набоїв.

## На озброєнні
- Україна: Великокаліберна снайперська гвинтівка СГМ-12,7 надійде на озброєння українських силовиків вже в серпні в кількості 10 одиниць і до кінця року планується передати у війська ще близько 50—80 одиниць.[3]